# Mamulichthys ignotus
Mamulichthys ignotus (лат.) — вымерший вид костных рыб, обитавших в уржумском веке (гваделупская эпоха/средний пермский период) на территории Оренбургской области, европейская часть России. Типовой и единственный вид в составе рода Mamulichthys, известен по единственному образцу с черепом и остальной частью тела, извлечённому из верхней части формации Аманак. Голотип M. ignotus является первым полным скелетом представителя отряда Discordichthyiformes.

## Описание
Жаберная крышка большая и закруглённая. На брюшной стороне расположены продольные ряды крупных и массивных чешуек серповидной формы, перекрывающих друг друга. Все дермальные кости имеют полые бугорки различной формы и размера. Боковые чешуйки высокие. Колючки спинного и грудного плавников крупные. 

## Классификация
Вместе с Discordichthys, Geryonichthys и Mutovinia Mamulichthys включается в семейство Discordichthyidae в монотипическом отряде Discordichthyiformes. Это пермские эндемики европейской России, характеризующиеся своеобразной морфологией черепа и наличием шипов спинного и грудного плавников (по два у каждого). Могут являться стем-группой лучепёрых (Actinopterygii) — реликтовыми формами, сохранившимися в пермском периоде.